# Mühlethurnen
Mühlethurnen foi uma comuna da Suíça, no Cantão Berna, com cerca de 1.311 habitantes. Estendia-se por uma área de 2,89 km², de densidade populacional de 454 hab/km². Confinava com as seguintes comunas: Kirchdorf, Kirchenthurnen, Lohnstorf, Mühledorf, Riggisberg.
A língua oficial nesta comuna era o Alemão.

## História
Em 1 de janeiro de 2020, passou a formar parte da nova comuna de Thurnen.